# Find Myself
「Find Myself」（ファインド マイセルフ）は、日本のラッパー・さなりの楽曲。通算3枚目のシングルである。2019年8月2日にA-Sketchよりリリースされた。

## 概要
この楽曲はTwitterドラマ「アスタリスクの花」の主題歌であり、自身初のドラマ書き下ろし作品である。ドラマで描かれる高校生男女5人が、勉強、恋愛、アルバイトなどで「自分らしい将来への歩み方」について悩み、揺れ動く心情が表現された楽曲となっている。今回さなりは、主題歌を担当するだけでなく俳優としてメイン・キャストに抜擢され、初の演技にも挑戦している。

## 収録内容
| 全作詞・作曲: さなり。 |                                                          |        |            |       |
| #                      | タイトル                                                 | 作詞   | 作曲・編曲 | 時間  |
| 1.                     | 「Find Myself」(Twitterドラマ「アスタリスクの花」主題歌) | さなり | さなり     | 03:33 |
| 合計時間:              | 合計時間:                                                | 3:33   |            |       |